# Chirotica orientalis
Chirotica orientalis är en stekelart som beskrevs av Horstmann 1983. Chirotica orientalis ingår i släktet Chirotica och familjen brokparasitsteklar. Inga underarter finns listade i Catalogue of Life.